# Hyperolius rhodesianus
Hyperolius rhodesianus là một loài ếch thuộc họ Hyperoliidae.
Loài này có ở Zimbabwe, có thể cả Botswana, và có thể cả Zambia.
Môi trường sống tự nhiên của chúng là xavan khô, xavan ẩm, vùng cây bụi khô khu vực nhiệt đới hoặc cận nhiệt đới, đồng cỏ khô nhiệt đới hoặc cận nhiệt đới vùng đất thấp, đồng cỏ nhiệt đới hoặc cận nhiệt đới vùng ngập nước hoặc lụt theo mùa, sông ngòi, đầm nước, hồ nước ngọt, hồ nước ngọt có nước theo mùa, đầm nước ngọt, đầm nước ngọt có nước theo mùa, đất canh tác, vùng đồng cỏ, vườn nông thôn, khu vực trữ nước, ao, và man-made carxtơ.